# Maxomys baeodon
Maxomys baeodon är en däggdjursart som först beskrevs av Thomas 1894.  Maxomys baeodon ingår i släktet taggråttor, och familjen råttdjur. IUCN kategoriserar arten globalt som otillräckligt studerad. Inga underarter finns listade i Catalogue of Life.
Arten förekommer på norra Borneo. Den vistas i bergstrakter mellan 900 och 1400 meter över havet. Habitatet utgörs främst av regnskogar.